# تسمر
تسمر (به آلمانی: Zemmer) یک شهر در آلمان است که در تریر-زاربورگ واقع شده‌است. تسمر ۲٬۸۴۷ نفر جمعیت دارد.